# Marin Bivolaru
Marin Bivolaru (n. 18 iulie 1943) este un fost deputat român în legislatura 1990-1992, ales în județul Maramureș pe listele partidului PNL. Marin Bivolaru a demisionat din Adunarea Deputaților pe data de 5 martie 1992 și a fost înlocuit de deputatul Ioan Drăghici. 